# Courtonne (Orbiquet)
Die Courtonne ist ein kleiner Fluss in Frankreich, der in der Region Normandie verläuft. Sie entspringt im Département Eure, im äußersten Südwesten der Gemeinde Saint-Mards-de-Fresne, wechselt bereits nach etwa 300 Metern ins Département Calvados, entwässert generell Richtung Nordwest durch die Landschaft des Pays d’Auge und mündet nach insgesamt rund 17 Kilometern an der Gemeindegrenze von Glos und Beuvillers als rechter Nebenfluss in den Orbiquet. Die Courtonne fließt nahezu in ihrem gesamten Lauf parallel zur Bahnstrecke Mantes-la-Jolie–Cherbourg.

## Orte am Fluss
(Reihenfolge in Fließrichtung)
- La Haranguerie, Gemeinde Saint-Mards-de-Fresne
- La Métairie, Gemeinde Saint-Germain-la-Campagne
- Courtonne-les-Deux-Églises
- La Martinière, Gemeinde Cordebugle
- Courtonne-la-Meurdrac
- Glos
- Le Pont de Glos, Gemeinde Glos

## Sehenswürdigkeiten
- Manoir du Grand-Feugueray, Herrenhaus aus dem 17. Jahrhundert am Flussufer bei Saint-Germain-la-Campagne – Monument historique[4]
- Manoir de Colandon, Herrenhaus aus dem 17. und 18. Jahrhundert am Flussufer bei Glos – Monument historique[5]